# ستاد أسوان
ستاد أسوان هو أحد أهم ملاعب كرة القدم في محافظة أسوان، تعد سعة الملعب 20,000 مقعد بعد التجديدات التي تمت في عام 2014 , الملعب مملوك لوزارة الشباب الرياضة وتديرة مديرية الشباب والرياضة بمحافظة أسوان وهو الملعب الرئيسي لنادي أسوان

## التطوير
شملت عمليات التطوير تركيب 53 كاميرا مراقبة منهم 12 متحركة لمراقبة أي تجاوزات من الجماهير سواء داخل المدرجات أو خارج الاستاد، بجانب إنشاء 8 بوابات إلكترونية مدعومة بأحدث أجهزة التفتيش لمنع دخول أي شيء يعكر صفو اللقاءات، بالإضافة إلى توافر منظومة متكاملة لمواجهة الحرائق.
التوسعات الجديدة في مدرجات الجماهير شهدت ترقيم الكراسي الفيبر طبقًا لاشتراطات «فيفا»، مع تطوير 4 وحدات خلع ملابس للاعبين وعمل وحدة طب رياضي ومركز إعلام، وشاشة رقمية لعرض النتائج بتكلفة 5 ملايين جنيه وإقامة أبراج إنارة بارتفاع 45 متر، فضلا عن تغيير أرضية الملعب الفرعي وشبكات المياه، وتطوير البنية الأساسية وإنشاء محلات تجارية بالسور الشرقي للاستاد بحيث يتم توجيه إيراداتها في صيانة المنشآت الرياضية المختلفة داخل الاستاد.

## مرجع
1. ↑  موقع ملاعب العالم نسخة محفوظة 07 سبتمبر 2017 على موقع واي باك مشين.
2. ↑  "محافظ أسوان: 5 ملايين جنيه تكلفة تجديد استاد أسوان | المصري اليوم". www.almasryalyoum.com (بar-AR). Archived from the original on 2014-12-16. Retrieved 2020-06-18.{{استشهاد ويب}}:  صيانة الاستشهاد: لغة غير مدعومة (link)